# Храпівщина
Храпі́вщина — село в Україні, у Юнаківській сільській громаді Сумського району Сумської області. Населення становить 285 осіб. До 2020 орган місцевого самоврядування — Кияницька сільська рада.

## Географія
Село Храпівщина знаходиться біля витоків річки Олешня, нижче за течією на відстані 1,5 км розташоване село Нова Січ. До села примикає великий лісовий масив (дуб). Поруч проходить автомобільна дорога Н07.

## Історія
12 червня 2020 року, відповідно до розпорядження Кабінету Міністрів України № 723-р «Про визначення адміністративних центрів та затвердження територій територіальних громад Сумської області», село увійшло до складу Юнаківської сільської громади.
19 липня 2020 року, в результаті адміністративно-територіальної реформи та ліквідації Сумського району(1923—2020), увійшло до складу новоутвореного Сумського району.
23 лютого 2023 року рішенням № 4 Юнаківської сільської ради «Про перейменування вулиць та провулку в населених пунктах Юнаківської сільської територіальної громади» вирішено перейменувати вулиці села без зміни нумерації будівель, відповідно з вулиці Першотравневої на вулицю Соснівку.
Російське вторгнення в Україну (з 2022)
Колишній орган місцевого самоврядування — Кияницька сільська рада.